# Emil Reif
Emil Hoffman Reif, ps. „Magisk” (ur. 5 marca 1998) – duński profesjonalny gracz Counter-Strike: Global Offensive, będący riflerem dla organizacji Team Vitality. Były reprezentant takich formacji jak: Astralis, mTw, SK Gaming, Team Dignitas, North czy OpTic Gaming. Siódmy najlepszy gracz CS:GO 2018. Dotychczas w swojej karierze zarobił ok. 1 milion 355 tysięcy dolarów.

## Życiorys
Karierę rozpoczął w 2015, dołączając do zespołu stfuNerd, z którym nie zdobył żadnych trofeów. 19 października 2015 zasilił szeregi drużyny SK Gaming, w której wygrał turniej w lidze 99Damage Masters 4 oraz zajął trzecie miejsce na Fragbite Masters w 5. sezonie. 15 lipca 2016 nawiązał współpracę z Team Dignitas, jednak 31 grudnia tego samego kontrakty graczy tej organizacji się zakończyły i zespół musiał szukać nowego pracodawcy. 3 stycznia 2017 FC København przejęło skład i zmieniło nazwę organizacji na North. 21 sierpnia Emil Hoffman opuścił ówczesną drużynę i dołączył do OpTic Gaming. Niezadowalające wyniki Duńczyka spowodowały, że Magisk odszedł z grupy 7 lutego 2018 i zaczął współpracować z Astralis. W kwietniu 2018 Astralis znalazło się na samym szczycie rankingu najlepszych drużyn CS:GO, tworzonego przez serwis HLTV. Przygodę z drużyną Astralis zakończył w Grudniu 2021 r. podobnie jak Dupreeh i Zonic. Obecnie reprezentuje drużynę francuskiej organizacji Vitality, do której dołączył w styczniu 2022 r.

## Wyróżnienia indywidualne
- Został wybrany 14 najlepszym graczem 2016 według serwisu HLTV[8].
- Został wybrany 7 najlepszym graczem 2018 według serwisu HLTV[9].
- Został uznany za najlepszego gracza turnieju BLAST Pro Series Lisbon 2018[10].
- Został uznany za najlepszego gracza turnieju Intel Extreme Masters Season XIII Katowice Major 2019[11].
- Został wybrany 5 najlepszym graczem 2019 według serwisu HLTV[12].

## Osiągnięcia[13][14]
- 2. miejsce — CEVO Pro League Season 9
- 3/4. miejsce — StarLadder i-League StarSeries Season 2
- 3/4. miejsce — DreamHack Open Bucharest 2016
- 1. miejsce — EPICENTER 2016
- 2. miejsce — ESL Pro League Season 5 - Finals
- 1. miejsce — DreamHack Masters Marseille 2018
- 2. miejsce — Intel Extreme Masters XIII — Sydney
- 1. miejsce — ESL Pro League Season 7 - Finals
- 1. miejsce — Esports Championship Series Season 5 - Finals
- 1. miejsce — ELEAGUE CS:GO Premier 2018
- 2. miejsce — DreamHack Masters Stockholm 2018
- 1. miejsce — FACEIT Major: London 2018
- 1. miejsce — BLAST Pro Series: Istanbul 2018
- 1. miejsce — Intel Extreme Masters XIII — Chicago
- 1. miejsce — Esports Championship Series Season 6 - Finals
- 1. miejsce — ESL Pro League Season 8 - Finals
- 1. miejsce — Intel Grand Slam Season 1
- 1. miejsce — BLAST Pro Series: Lisbon 2018
- 2. miejsce — iBUYPOWER Masters IV
- 1. miejsce — Intel Extreme Masters XIII — Katowice Major 2019
- 1. miejsce — BLAST Pro Series: São Paulo 2019
- 2. miejsce — BLAST Pro Series: Madrid 2019
- 2. miejsce — Intel Grand Slam Season 2
- 1. miejsce — StarLadder Berlin Major 2019
- 2. miejsce — ESL One: New York 2019
- 1. miejsce — Intel Extreme Masters XIV — Beijing
- 1. miejsce — Esports Championship Series Season 8 - Finals
- 1. miejsce — BLAST Pro Series: Global Final 2019